# Schloss Laubach (Abtsgmünd)

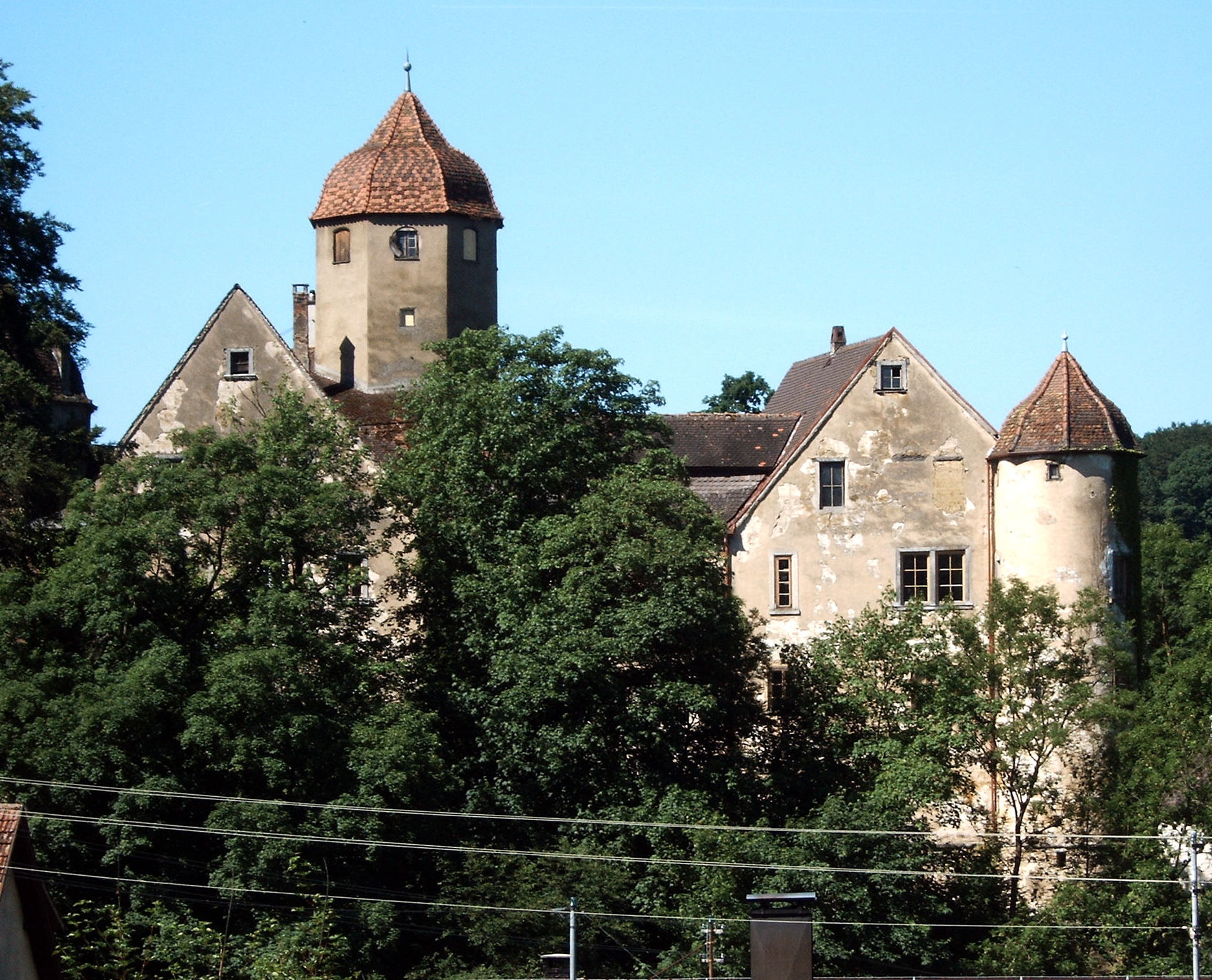
Schloss Laubach

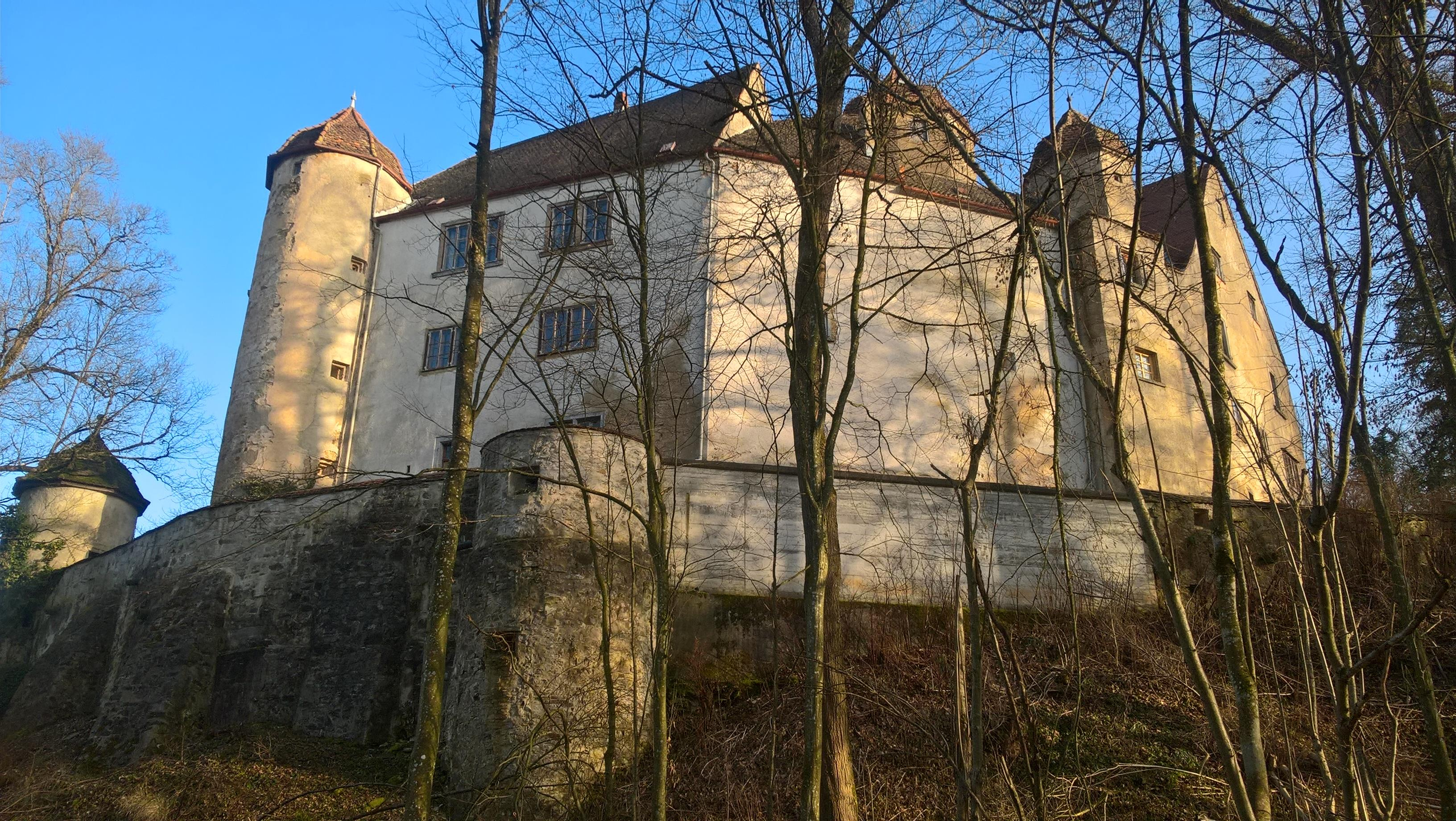

Schloss Laubach ist ein im Renaissancestil erbautes Schloss im Leintal am Rande des Dorfes Laubach der Gemeinde Abtsgmünd im baden-württembergischen Ostalbkreis. Es ist ein Kulturdenkmal.

## Geschichte
Im Jahre 1439 wurde ein von Konrad von Woellwarth (gest. nach 1463) erbautes Schloss in Laubach erwähnt, das er von seinem Vater Georg IV. von Woellwarth-Leinroden erhalten hatte. Die von Konrad von Woellwarth-Laubach gegründete Linie mit Stammsitz im Schloss Laubach starb mit Hans Bartholomäus von Woellwarth-Laubach im Jahre 1572 aus. Das Schloss wurde daraufhin zwischen den Herren von Notthafft und den Herren von Bernhausen aufgeteilt. Im Jahre 1586 verkauften die Notthafft ihren Anteil für 6000 Gulden an Hans Sigmund von Woellwarth-Fachsenfeld, der gegen Ende des 16. Jahrhunderts auch die Hälfte der Herren von Bernhausen kaufte. Er ließ 1599 einen neuen Schlossbau errichten, einen vierflügeligen Renaissancebau mit vier Türmen mit Glockenhauben. 1870 starb das Geschlecht der Woellwarth-Laubach mit dem Tod von Karl Reinhard Freiherr von Woellwarth-Laubach im Mannesstamm aus. Das Schloss wurde nach Verhandlungen zwischen dem württembergischen Lehensrat und Wilhelm Freiherr von Woellwarth-Lauterburg 1871 den Woellwarth-Lauterburg zugewiesen, welche in den folgenden Jahren bauliche Maßnahmen zur Renovierung sowie das Anlegen einer Terrasse oder Erdaufschüttungen vornahmen. Das Schloss diente jedoch in ihrem Besitz nur als Sommersitz. 1983 wurde das Schloss, welches im Laufe der Jahre sanierungsbedürftig geworden war, von sechs Privatleuten gekauft.